# 小原繁男
小原 繁男（おばら しげお、1925年頃 - 2010年5月4日）は、岩手県花巻市矢沢在住の農家、農業研究者。2009年5月10日、56枚葉のクローバーを発見し、ギネス世界記録に認定された。

## 経歴・人物
1925年頃、代々続く農家の長男として生まれる。花巻農学校卒業。「農家の子は大学に行かせてもらえなかった」（本人による）が、それでも研究がしたくて親を説得の上北海道農業試験場で働く。ここでは稲の品種改良に携わる。
1947年より岩手県職員。岩手県種畜場（現・岩手県農業研究センター）で飼料作物を研究。そんな折、多葉（4枚から8枚）が6割以上の確率で出現するクローバーの株を発見。踏まれると四つ葉になるという話は聞いているが、遺伝によるのではと疑問を持ち、その株を持ち帰りクローバーの多葉性に関する研究に没頭するようになる。1951年のことだ。
自宅に専用の畑を作り多葉株を自然交配で掛け合わせ、葉の数が増えるプロセスを遺伝・温度・栄養の面から独自に研究。多葉は高温と遺伝によって発生するという結論に至り、考察を博士論文にまとめた。1981年3月25日、北海道大学より農学博士の学位を授与された（後述）。
2001年6月、自宅庭で16枚葉のクローバーを発見。自身の持つそれまでの記録は12枚であるが、1904年のヨーロッパの論文にある16枚という最多記録（発見者はオーストリア人）に並んだ。
2002年5月25日、自宅の鉢植えの中に18枚葉のクローバーを発見、ギネス世界記録として認定される。この後も何回か自己記録を更新する。
2008年5月には帰省中の長男と長女が25枚葉から27枚葉のクローバーを発見。このときはより多くの小葉を持つものがあると予測し、ギネスブックへの記録申請を見送った。2009年5月3日に33枚葉のクローバーを発見し、ギネス認定に向け更新申請の準備を行っていたところ、1週間後の5月10日には56枚葉のクローバーを発見した。
自身の名を冠した多葉クローバーの品種「シゲタ」の登録申請の準備していたが、2010年5月4日午後3時10分、岩手県北上市の病院で大腸がんにより死去（2009年1月に大腸がんが発見されていた）。享年85。小原の没後の同年9月、56枚葉のクローバーがギネス世界記録に認定され、静岡県立大学の講師である長男が認定書を受け取った。

### その他
2005年の報道によると、一番の宝物は50年間育てている一つ葉のクローバーである。

## 出版

### 学位論文
- 小原繁男『Trifolium repens L.における多葉性形質の研究』（農学博士論文）北海道大学、1981年3月25日。 NAID 500000263173。 乙第2077号

### 共著
- 菊池修二、小原繁男 著「第5章 牧草の収穫と給与」、三井計夫, 西山太平 編『牧草講座 第2 (利用編)』朝倉書店、1960年。doi:10.11501/2470819。

### 論文
- 小原繁男「増収、食味向上、肥料が減らせる、抑草効果も--「サクラワセ」で水田裏作緑肥を復活!!」『現代農業』第78巻第11号、農山漁村文化協会、1999年、NAID 40001123365。
- 大森秀雄、小原繁男「航空機利用による草地造成ならびに管理技術(施肥)に関する研究」『岩手県立農業試験場研究報告』第18号、岩手県立農業試験場、1974年、ISSN 0388-7693、NAID 40000145775。
- 関毅一、浅沼春雄, 小原繁男, 久根崎久二, 蛇沼恒夫, 小針久典, 伊藤敏夫, 三上長作「不耕起によるシバ型野草地への牧草導入について(草地造成・管理,第20回発表会講演要旨)」『日本草地学会誌』第16巻第3号、日本草地学会、1970年、doi:10.14941/grass.16.224_3、ISSN 2188-6555。
- 久根崎久二、小原繁男, 小針久典, 蛇沼恒夫, 渕向正四郎「晩秋放牧用草地の管理方式に関する試験 : 夏季の休牧期間と晩秋の牧草収量について(草地造成・管理,第20回発表会講演要旨)」『日本草地学会誌』第16巻第3号、日本草地学会、1970年、doi:10.14941/grass.16.227_1。